# Distretto di Awaran
Il distretto di Awaran (in urdu: ضلع اواران) è un distretto del Belucistan, in Pakistan, che ha come capoluogo Awaran. Nel 1998 possedeva una popolazione di 118.173 abitanti.